# 矮橢球星系
矮橢球星系（英語：Dwarf spheroidal galaxy，縮寫：dSph）是天文學中的一個術語，使用在小且低亮度的星系。它們的塵埃很少，擁有較老的恆星族群。它們是在本星系群中發現的，幾乎都是銀河系和仙女座星系（M31）的伴星系。雖然在外觀和性質上與矮橢圓星系相似，例如很少或根本沒有氣體或塵埃，也沒有最近的恆星形成，但它們的形狀近似於扁球體，並且亮度通常更低。

## 發現
儘管dSphs的半徑遠大於球狀星團的半徑，但由於它們的光度和低表面亮度，而很難找到它們。矮橢球星系的光度範圍很廣，已知的矮橢球星系的光度跨度有好幾個數量級。它們的光度非常低，以至於亮度最低的已知矮橢球星系小熊座、船尾座和天龍座中矮星系的質光比（M/L）比銀河系。矮橢球星系也幾乎沒有氣體，也沒有近期的恆星形成。當涉及到本星系群時，dsph主要出現在銀河系和M31。
1938年發現的第一批矮橢球星系是在玉夫座和天爐座。截至2007年，史隆數位巡天又發現11個dSph。到2015年，又發現了更多的超黯淡dSph，都是銀河系的衛星星系。2015年，在暗能量調查中發現9個潛在的dSph 。每一個dSph都是以它門所在的星座命名，例如人馬座矮橢球星系，所有組成這些星系的恆星，通常都是年齡遠大於10-20億年，而形成的時間跨度也長達數十億年
例如，船底座矮橢球星系中，98%的恆星年齡大於20億年，它們是在30、70和130億年前三次爆發過程中形成的。船底座的這些恆星也被發現缺乏金屬。這與星團不同，因為星團中的恆星無論多寡，都是同時形成的恆星，而矮橢球星系經歷了多次恆星形成的爆發。

## 外部連結
- A popular overview

1. ↑  Strigari, Louis E.; Bullock, James S.; Kaplinghat, Manoj; Simon, Joshua D.; Geha, Marla; Willman, Beth; Walker, Matthew G. . Nature. 2008-08-28, 454 (7208): 1096–1097. Bibcode:2008Natur.454.1096S. ISSN 0028-0836. PMID 18756252. arXiv:0808.3772 . doi:10.1038/nature07222 （英语）.
2. 1 2 3 4 5  Sparke, L.S.; Gallagher, J.S. III. . United Kingdom: Cambridge University Press. 2016: 162–165. ISBN 978-0-521-67186-6.
3. ↑  . Bibcode:1994A&ARv...6...67F （英语）.
4. ↑  McConnachie, Alan W. . The Astronomical Journal. 2012-06-05, 144 (1): 4. Bibcode:2012AJ....144....4M. ISSN 0004-6256. arXiv:1204.1562 . doi:10.1088/0004-6256/144/1/4 （英语）.
5. ↑  . Bibcode:1998ARA&A..36..435M （英语）.
6. ↑  K., Grebel, E. . Highlights of Astronomy. 1998, 11: 125. Bibcode:1998HiA....11..125G. arXiv:astro-ph/9806191  （英语）.
7. ↑  Simon, Josh; Geha, Marla, , The Astrophysical Journal, November 2007, 670 (1): 313–331, Bibcode:2007ApJ...670..313S, arXiv:0706.0516 , doi:10.1086/521816
8. ↑  Sergey E. Koposov; Vasily Belokurov; Gabriel Torrealba; N. Wyn Evans. . The Astrophysical Journal. 10 March 2015, 805 (2): 130. Bibcode:2015ApJ...805..130K. arXiv:1503.02079 . doi:10.1088/0004-637X/805/2/130.
9. ↑  Bonnivard, V.; Combet, C.; Daniel, M.;  et al. . Monthly Notices of the Royal Astronomical Society. 2015, 453 (1): 849–867. Bibcode:2015MNRAS.453..849B. arXiv:1504.02048 . doi:10.1093/mnras/stv1601.
10. ↑  Bono, G.; Stetson, P. B.; Walker, A. R.; Monelli, M.; Fabrizio, M.; Pietrinferni, A.; Brocato, E.; Buonanno, R.; F. Caputo. . Publications of the Astronomical Society of the Pacific. 2010-01-01, 122 (892): 651. Bibcode:2010PASP..122..651B. ISSN 1538-3873. arXiv:1004.2559 . doi:10.1086/653590 （英语）.